# 南山古窯跡群
南山古窯跡群（みなみやまこようせきぐん）は、愛知県瀬戸市にある遺跡（古窯跡）。初期の瀬戸窯に含まれる。

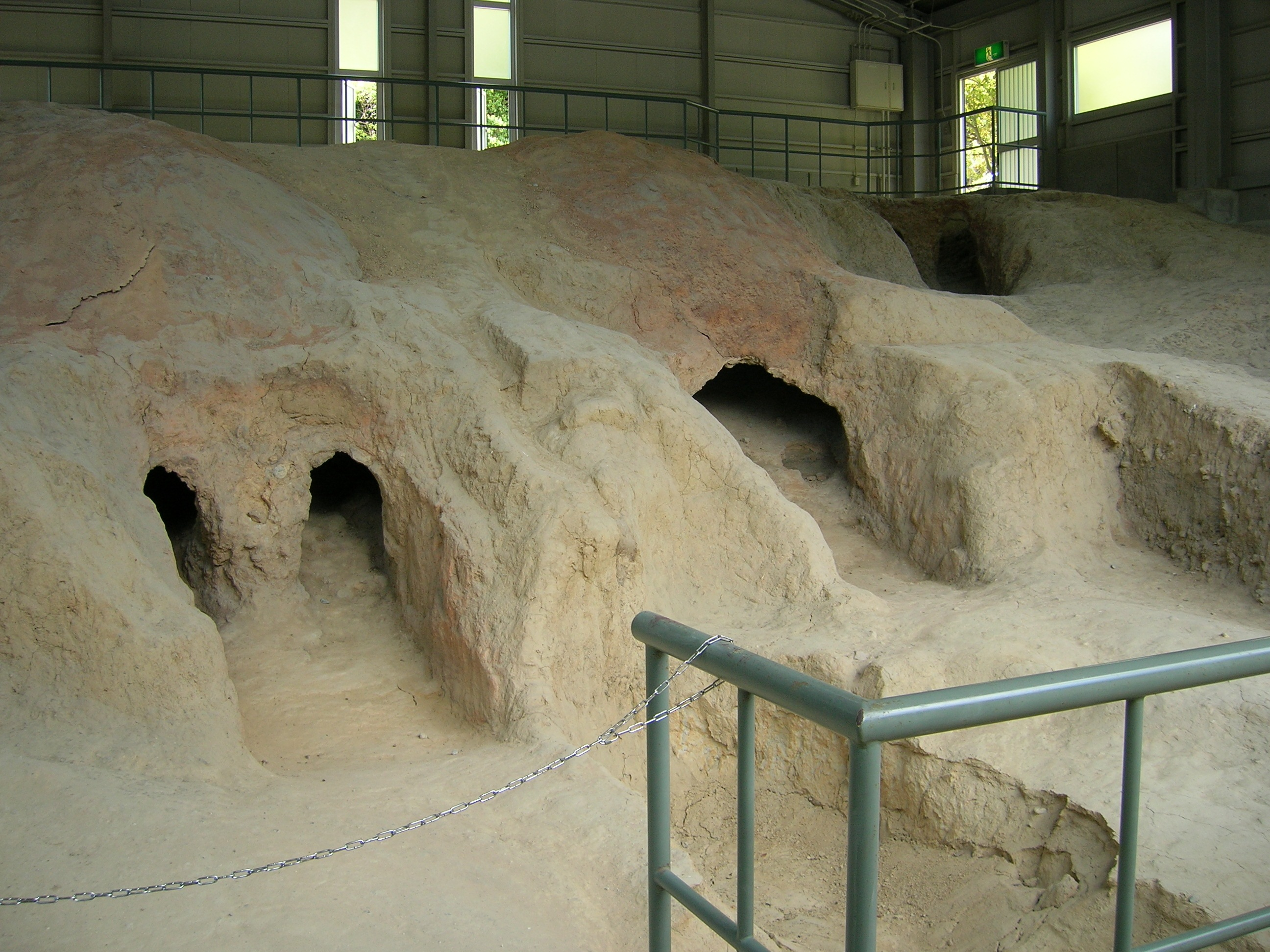
南山古窯跡群・9-A号窯（左）、9-B号窯（中央）、9-C号窯（右奥）

座標: 北緯35.0度11.0分14.6秒 東経137.0度5.0分55.9秒 / 北緯35.187389度 東経137.098861度

## 概要
名古屋東部丘陵（幡山丘陵）に点在する。幡山丘陵やその周辺には、10世紀後半に南西の「猿投窯」から窯場が拡散して成立した、瀬戸窯初期の窯跡が点在しており、その内、確認されている南山古窯跡群の窯跡は34基を数えるが、瀬戸市水道局上水道タンク建設工事に伴い滅失した2号窯や、愛知県赤十字血液センター造成工事により滅失した15号窯・34号窯など、周辺の開発に伴い（発掘調査は行なわれたものの）多くが滅失している。また調査が行なわれないまま滅失したものも複数あるとされる。
同古窯跡群の南山1号窯は愛知県陶磁美術館進入路沿いに位置しており道路下に埋没保存された。南山8号・9号については同美術館駐車場の敷地内に「古窯館」として展示保存されている（南山8号・9-A〜D号窯も参照）。